# بوکوویتسا (کروشواتس)
بوکوویتسا (به صربی: Bukovica) یک روستا در صربستان است که در ناحیه راسینا واقع شده‌است. بوکوویتسا ۲۴۲ نفر جمعیت دارد.